# Серхио Бамбарен
Серхио Бамбарен (на испански: Sergio Bambaren) е перуански мотивационен лектор, поет и писател на произведения в жанра драма, мотивационна литература, лирика и документалистика.

## Биография и творчество
Серхио Бамбарен Роджеро е роден на 1 декември 1960 г. в Лима, Перу. Завършва средното си образование в британска гимназия. От ранна възраст е запленен от океана и от пътешествията. Следва инженерна химия в Тексаския университет. Океанът обаче остава голямата му любов, а пътуванията му дават възможност да сърфира на места като Централна Америка, Мексико, Калифорния и Хаваите.
След кратък престой в родната си страна емигрира в Сидни, Австралия, където работи като ръководител по продажбите за мултинационална компания. Едновременно посещава места за сърфинг като Бали, Ниас, залива Бей, Агадир в Мароко и Филипините, както и Австралия, и Нова Зеландия, в търсене на съвършената вълна. След няколкогодишен престой в Австралия, си взема отпуск и заминава за Европа, за да търси перфектните вълни. В Португалия, на заобиколения от борови гори плаж, наречен Гуинчо, освен вълна открива и един самотен делфин, който го вдъхновява да напише първия си роман.
Първият му роман „Делфинът. Историята на един мечтател“ е издаден от него самостоятелно през 1995 г. Романът става международен бестселър и го прави известен. През 2009 г. е екранизиран в едноименния 3D анимационен филм.
Следват романите му „Плажът на мечтите“, „Славеят“, „Далечни ветрове“, „Пазителят на светлината“, „Мисли от океана“, „Приказки от небето“, и др.
Произведенията на писателя често са в списъците на бестселърите. Те са преведени на различни езици в над 70 страни и са издадени в над 20 милиона екземпляра по света.
Той е вицепрезидент на екологичната асоциация „Mundo Azul“.
Серхио Бамбарен живее в Лима, Пунта Сал, Перу, и Канарските острови.

## Произведения
частично представяне
- El delfín la historia de un soñador (1995)
Делфинът. Историята на един мечтател, изд. „Фама“ (2008), прев. Константин Цанков
- La playa de los sueños (1996)
Плажът на мечтите, изд. „Световна библиотека“ (2007), прев. Мария Неделева
- Vela Blanca (1999)
- Iris (2000)
Славеят, изд. „Фама+“ (2013), прев. Павел Боянов
- Samanta (2000)
- El guardián de la luz (2001) 
Пазителят на светлината, изд. „Световна библиотека “София (2020), прев. Иван Тренев-младши; Катерина Панчова
- Pensamientos a la orilla del mar (2001)
- Desde las estrellas (2003)
- Ángeles del océano (2003)
- La historia de la mula y la estrella de mar (2004)
- La música del silencio (2008)

### Екранизации
- 2009 Делфинът: Историята на един мечтател, El delfín: La historia de un soñador – автор и продуцент